# Promiscuitate
Promiscuitatea reprezintă conviețuirea în condiții de mizerie sau de imoralitate a mai multor persoane de sex diferit, respectiv practica de a se angaja în activități sexuale frecvente cu diferiți parteneri sau lipsa discriminării în alegerea partenerilor sexuali. Termenul poate fi o judecată morală dacă idealul social pentru activitatea sexuală este reprezentat de relațiile monogame. Un exemplu obișnuit de comportament privit ca promiscuu de multe culturi este reprezentat de aventura de o noapte, iar frecvența acesteia este utilizată de cercetători drept indicator al promiscuității.
Comportamentul sexual considerat promiscuu variază de la o cultură la alta, la fel ca prevalența promiscuității. Diferite standarde sunt adesea aplicate la genuri și statute civile diferite. Feministele au susținut în mod tradițional că există un dublu standard semnificativ între modul în care bărbații și femeile sunt judecate pentru promiscuitate. Din punct de vedere istoric, stereotipurile femeii promiscue au avut tendința de a fi peiorative („curvă”, „femeie ușoară”), în timp ce stereotipurile masculine au fost mai variate, unele exprimând aprobare („crai”, „playboy”, „donjuan” sau „Casanova”), în timp ce altele implică deviația socială („vânător de fuste”, „curvar”). Un studiu științific publicat în 2005 a constatat că bărbații și femeile promiscue sunt predispuși la o judecată derogatorie.
Promiscuitatea este frecventă în multe specii de animale. Unele specii au sisteme de împerechere promiscuă, de la poliandrie/poligenie la sisteme de împerechere fără relații stabile, în care împerecherea dintre doi indivizi este un eveniment unic. Multe specii formează perechi stabile, dar încă se împerechează cu alți indivizi din afara perechii.

## Motivații
Evaluarea exactă a comportamentului sexual al oamenilor este dificilă, deoarece apar motivații sociale și personale puternice, în funcție de sancțiunile sociale și tabuuri, în vederea minimizării sau exagerării activității sexuale raportate. 
Experimentele americane din 1978 și 1982 au descoperit că marea majoritate a bărbaților erau dispuși să facă sex cu femei de atractivitate medie pe care nu le cunoșteau, care s-au arătat disponibile. Din contra, nicio femeie nu a acceptat astfel de propuneri din partea bărbaților cu atractivitate medie. În timp ce bărbații au primit în general în mod natural aceste cereri, indiferent de starea civilă/implicarea într-o relație de lungă durată, femeile au răspuns cu dezgust.
Numărul partenerilor sexuali pe care oamenii i-au avut în timpul vieții variază mult în cadrul unei populații. Un sondaj la nivel național din 2007 realizat în Statele Unite a constatat că numărul mediu de partenere sexuale feminine raportate de bărbați a fost de șapte, iar numărul mediu de parteneri de sex masculin raportați de femei a fost de patru. Bărbații au exagerat, probabil, numărul partenere raportat, în timp ce femeile au raportat un număr mai mic decât cel real; în caz contrar, se deduce că o minoritate de femei au avut un număr suficient de mare pentru a compensa majoritatea feminină, pentru a crea o medie semnificativ mai mare. Aproximativ 29% dintre bărbați și 9% dintre femei au raportat că au avut peste 15 parteneri sexuali de-a lungul vieții. Studiile privind răspândirea bolilor cu transmitere sexuală demonstrează în mod constant că un procent mic din populația studiată are mai mulți parteneri decât media masculină sau feminină, iar un număr mic de persoane are mai puțin decât media statistică. O întrebare importantă în epidemiologia infecțiilor cu transmitere sexuală este dacă aceste grupuri copulează sau nu întâmplător cu parteneri sexuali din întreaga populație sau în cadrul grupurilor lor sociale.
O recenzie sistematică din 2006 care analizează datele din 59 de țări din întreaga lume, nu a găsit nicio asociere între tendințele regionale de comportament sexual, precum numărul de parteneri sexuali și statutul de sănătate sexuală. Mult mai predictivi pentru starea de sănătate sexuală sunt factori socioeconomici precum sărăcia și mobilitatea. Alte studii au sugerat că persoanele cu mai mulți parteneri de relații sexuale sunt mai susceptibile să fie diagnosticate cu infecții cu transmitere sexuală.
Promiscuitatea severă și impulsivă, alături de dorința compulsivă de a se angaja în relații sexuale ilicite este un simptom comun al tulburării de personalitate borderline, tulburării de personalitate histrionice, tulburării narcisiste de personalitate și tulburării antisociale de personalitate, cu toate că majoritatea persoanelor promiscue nu prezintă aceste tulburări.

## Studii interculturale
În 2008, un studiu universitar american privind promiscuitatea internațională a constatat că finlandezii au avut cel mai mare număr de parteneri sexuali din lumea industrializată, iar britanicii au cel mai mare număr dintre marile națiuni industriale occidentale. Studiul a evaluat aventurile de o noapte, atitudinea față de sexul întâmplător și numărul de parteneri sexuali. Un sondaj la nivel național realizat în 2014 în Regatul Unit a numit Liverpool ca fiind cel mai promiscuu oraș al țării.
Poziția Marii Britanii pe indicele internațional „poate fi legată de acceptarea socială a promiscuității atât în rândul femeilor, precum și al bărbaților”. Clasarea Marii Britanii a fost atribuită „unor factori precum scăderea scrupulozității religioase cu privire la sexul extramarital, salariilor egale și a drepturilor egale între sexe și unei culturi populare extrem de sexualizate”.
Indicele de promiscuitate pentru primele 10 națiuni OCDE de rang înalt cu o populație de peste 10 milioane de locuitori indică următoare ordine descrescătoare: Regatul Unit, Germania, Olanda, Republica Cehă, Australia, Statele Unite, Franța, Turcia, Mexic și Canada.
Un sondaj neștiințific realizat în 2007 de către producătorul de prezervative Durex a măsurat promiscuitatea prin numărul de parteneri sexuali. Sondajul a constatat că bărbații austrieci au avut în medie cel mai mare număr (29,3) de partenere de sex la nivel global, în timp ce femeile din Noua Zeelandă au avut cel mai mare număr de parteneri sexuali (cu o medie de 20,4). În toate țările considerate, cu excepția Noii Zeelande, bărbații au raportat mai mulți parteneri sexuali decât femeile.
Datele pot diferi destul de drastic între studii datorită numărului mic de persoane care participă. Un studiu finanțat de Durex, publicat în 2009 (date colectate în 2006) arată că în toate țările chestionate, cu excepția Noii Zeelande, bărbații au raportat mai puțini parteneri sexuali decât femeile. În acest caz, femeile din Noua Zeelandă au fost singura țară care a raportat un număr mediu mai mic de parteneri decât bărbații. Un alt studiu indică faptul că persoanele din țările occidentale dezvoltate au avut în general mai mulți parteneri sexuali decât cei din țările în curs de dezvoltare. Conform Global Sex Survey by Durex din 2005, oamenii au avut în medie nouă parteneri sexuali, cei mai mulți în Turcia (14,5) și Australia (13,3), iar cei mai puțini din India (3) și China (3,1). În multe cazuri, populația fiecărei țări care participă este de aproximativ 1000 de persoane și poate echivala cu mai puțin de 0,0003% din total; de exemplu, sondajul din 2017 asupra a 42 de națiuni a examinat doar 33 000 de persoane. În India, datele au fost colectate de la mai puțin de 0,000001% din populația totală la acel moment.

## Promiscuitatea masculină

### Bărbați heterosexuali

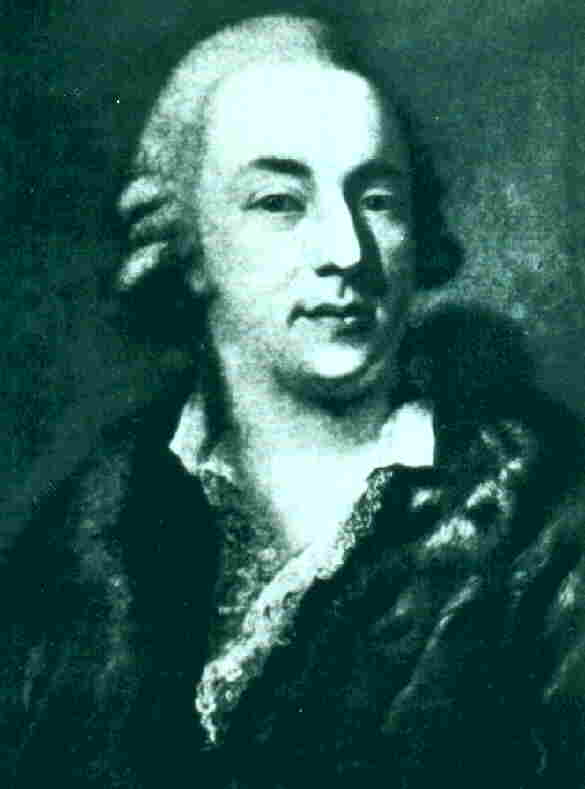
Giacomo Casanova, un faimos vânător de fuste

Un studiu din 1994 efectuat în Statele Unite, care a analizat numărul partenerilor sexuali într-o viață, a constatat că 20% dintre bărbații heterosexuali au un singur partener, 55% au avut doi până la 20 de parteneri și 25% au avut mai mult de 20 de parteneri. Studii mai recente au raportat numere similare.
În Marea Britanie, un studiu reprezentativ la nivel național din 2013 a constatat că 33,9% dintre bărbații heterosexuali au 10 sau mai mulți parteneri sexuali pe viață. Printre bărbații între 45 și 54 de ani, 43,1% au raportat 10 sau mai mulți parteneri sexuali.

### Bărbați homosexuali
Un studiu din 1989 a arătat că există bărbați homosexuali cu peste 100 de parteneri, deși aceștia sunt destul de rari. Un studiu extins din 1994 a constatat că diferența dintre numărul mediu de parteneri sexuali între bărbații homosexuali și cei heterosexuali „nu pare a fi foarte mare”.
General Social Survey indică faptul că distribuția numărului de parteneri între bărbații homosexuali și bărbații heterosexuali este similară, dar că diferențele apar în proporția celor cu un număr foarte mare de parteneri, care este mai mare în rândul bărbaților homosexuali, dar care, în orice caz, constituie o mică minoritate pentru ambele grupuri. OkCupid a descoperit un model similar în datele colectate de la un număr mare de utilizatori (studiu publicat în 2010): numărul mediu de parteneri sexuali auto-raportați pe viață atât pentru bărbați homosexuali, cât și pentru bărbați heterosexuali a fost de șase; cu toate acestea, o mică minoritate de bărbați homosexuali (2%) au prezentat o pondere disproporționat ridicată  (23%). Un studiu din 2007 a raportat că două mari sondaje au constatat că „majoritatea bărbaților gay au un număr similar de parteneri sexuali neprotejați anual ca și bărbații și femeile heterosexuale”.
Studiul britanic NATSAL din 2013 a constatat că bărbații gay au avut de obicei 19 parteneri sexuali pe parcursul vieții (în medie). În anul precedent, 51,8% au raportat că au 0 sau 1 partener sexual. Alți 21,3% au raportat că au avut între 2 și 4 parteneri sexuali, 7,3% au raportat că au avut între 5 și 9, iar 19,6% au raportat 10 sau mai mulți parteneri sexuali. Aceasta reflectă constatările anterioare conform cărora o minoritate de bărbați gay au o pondere disproporționată în raport cu populația homosexuală.
Un studiu din 2014 din Australia a descoperit că bărbații gay au avut o medie de 22 de parteneri sexuali într-o viață (partenerul sexual a însemnat orice contact sexual, inclusiv sărutul). 30% dintre respondenții gay au raportat 0-9 parteneri de-a lungul vieții. 50,1% dintre bărbații homosexuali au raportat că au avut 0 sau 1 partener în anul precedent, în timp ce 25,6% au raportat 10 sau mai mulți parteneri în anul precedent. 
Cercetările asupra comportamentului homosexual pot reprezenta excesiv persoanele promiscue. Acest lucru se datorează faptului că bărbații homosexuali reprezintă doar o mică parte a populației de sex masculin și, astfel, mulți cercetători s-au bazat pe sondaje de comoditate pentru cercetarea comportamentul bărbaților gay. Exemple de acest tip de eșantionare includ utilizarea aplicațiilor de tip Grindr, găsirea de voluntari în baruri, cluburi și saune gay. Studiile comode exclud adesea bărbații gay care se află într-o relație și bărbații gay care nu folosesc aplicații de întâlnire sau nu frecventează locuri gay. Unii cercetători au raportat că sondajele de comoditate britanice și europene au inclus de aproximativ cinci ori mai mulți bărbați gay care au raportat „5 sau mai mulți parteneri sexuali” decât studiul reprezentativ național NATSAL. Sondajele probabilistice sunt mai utile în această privință, deoarece încearcă să reflecte cu exactitate caracteristicile populației masculine gay. Exemple includ NATSAL în Regatul Unit și General Social Survey din Statele Unite. 
John Corvino a spus că mulți adversari ai drepturile homosexualilor se bazează adesea pe statistici de comoditate pentru a-și susține convingerea că bărbații gay sunt promiscui, dar că studii reprezentative arată că diferența nu este atât de mare și că promiscuitatea extremă apare la o minoritate de bărbați homosexuali . Psihologul J. Michael Bailey a declarat că conservatorii sociali au luat astfel de sondaje drept dovadă a unei naturi „decadente” a bărbaților gay, dar spune „Cred că greșesc. Bărbații gay promiscui exprimă o trăsătură esențial masculină. Ei fac ceea ce ar face majoritatea bărbaților heterosexuali dacă ar putea. În felul acesta sunt la fel ca bărbații heterosexuali, cu excepția faptului că nu au femei care să îi restricționeze.”
În ceea ce privește infecțiile cu transmitere sexuală (ITS), unii cercetători au spus că numărul partenerilor sexuali pe care îi au bărbații gay nu explică ratele infecției cu HIV, deoarece majoritatea au avut anual un număr similar de parteneri sexuali ca bărbați heterosexuali. Ei spun că sexul anal, care prezintă un risc mult mai mare de transmitere a HIV, este factorul primar, numărul partenerilor fiind un factor secundar.

### Exemple celebre
Denumiri precum „crai”, „playboy”, „donjuan”, „Casanova”, „fustangiu”, „vânător de fuste”, „taur comunal”, pot fi utilizate cu referire la un bărbat care are relații romantice sau sexuale (sau ambele) heterosexuale și care nu sunt monogami. Numele seducătorilor reali și fictivi au devenit omonime pentru astfel de bărbați promiscui. Cei mai cunoscuți sunt Lord Byron, John F. Kennedy, Errol Flynn, Warren Beatty, Hugh Hefner, Howard Hughes sau Giacomo Casanova. În acestă categorie pot fi incluși Elvis Presley, Frank Sinatra, Dean Martin și Steve McQueen.
Don Juan (care a apărut pentru prima dată în secolul al XVII-lea), Vicomte de Valmont din romanul „Legături periculoase” a lui Choderlos de Laclos (din secolul al XVIII-lea), și Lothario din The Fair Penitent al lui Nicholas Rowe (1703) sunt seducători ficționali celebri. Printre personajele de ficțiune mai recente se numără Tony Soprano, James Bond, James T. Kirk, Tony Stark, Bruce Wayne și Joey Tribbiani.

## Promiscuitatea feminină

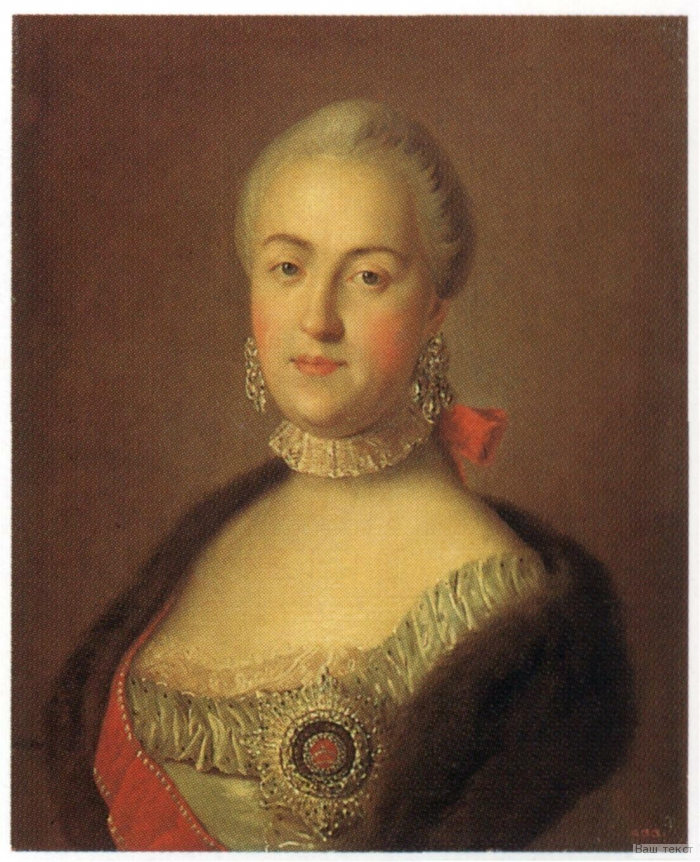
Împărăteasa Ecaterina a II-a este amintită în cultura populară pentru promiscuitatea ei sexuală.

În 1994, un studiu realizat în Statele Unite a descoperit că aproape toate femeile heterosexuale au raportat că au contact sexual doar cu soții lor, iar femeile necăsătorite au raportat aproape întotdeauna că nu au mai mult de un partener sexual în ultimele trei luni. Lesbienele care au avut o parteneră pe termen lung au raportat că au mai puține partenere externe decât femeile heterosexuale. Cu toate acestea, cercetări mai recente contrazic afirmația că femeile heterosexuale sunt în mare parte monogame. Un studiu din 2002 a estimat că 45% până la 55% dintre femeile heterosexuale căsătorite se angajează în relații sexuale în afara căsătoriei, în timp ce estimările pentru bărbații heterosexuali din același studiu au fost ușor mai ridicate (50-60%). Datele indică faptul că o parte semnificativă a femeilor heterosexuale căsătorite au sau au avut parteneri sexuali, altele decât soții lor.
O posibilă explicație pentru hipersexualitate este trauma abuzurilor sexuale asupra copiilor (ASC). Multe studii au examinat corelația dintre ASC și comportamentul sexual de risc. A fost realizată o corelație între ACS experimentată de femei și comportamentul lor autodistructiv ca adulți în baza unui chestionar. Diversitatea și vârstele femeilor au variat. Un pic mai puțin de jumătate dintre femei au raportat ACS, în timp ce restul nu au raportat niciun traumatism din copilărie. Rezultatele studiului au stabilit că hipersexualitatea, alături de alte comportamente autodistructive, sunt corelate cu ACS la femei. ACS poate crea obișnuințe sexuale care duc la un comportament sexual riscant. Acest lucru  poate juca un rol în interacțiunile lor sexuale pe măsură ce fetele cresc în vârstă. Comportamentele sexuale ale femeilor care au prezentat ACS diferă de cele ale femeilor fără expunere la ACS. Studiile arată că supraviețuitorii ACS tind să aibă mai mulți parteneri sexuali și să se angajeze în comportamente sexuale cu risc crescut.
Începând cel puțin din 1450, cuvântul „curvă” a fost folosit, adesea peiorativ, pentru a descrie o femeie promiscuă din punct de vedere sexual. În și înainte de epocile Elizabetană și Iacobeană, termeni precum „strâmbă” au fost folosiți pentru a descrie femeile considerate promiscue, așa cum poate fi văzut, de exemplu, în piesa de teatru The White Devil  a lui John Webster (din 1612).
Biblia prezintă multe personaje feminine ca simboluri ale promiscuității. Printre acestea se numără Rahab, Desfrânata Babilonului, Salomeea și Izabela.
Thornhill și Gangestad au concluzionat că femeile sunt mult mai susceptibile la fantezii sexuale și să fie atrase de alți bărbați în faza fertilă a ciclului menstrual, în timp ce atracția față de partenerul primar nu se schimbă în funcție de ciclul menstrual. Un studiu realizat în 2004 de Pillsworth, Hasselton și Buss a contrazis acest lucru, găsind o atracție sexuală mai ridicată în cadrul perechii în această fază și nici o creștere a atracției față de bărbații din afara cuplului.

## Evoluție
Psihologii evolutivi susțin că o moștenire condiționată a promiscuității umane provine de la strămoșii vânători-culegători. Promiscuitatea crește probabilitatea de a avea copii, deci reprezintă o formă de evoluție. Potrivit acestora, promiscuitatea feminină este avantajoasă prin faptul că permite femeilor să aleagă tați pentru copiii lor care au gene mai bune decât perechile lor, pentru a asigura o mai bună îngrijire pentru urmașii lor, având mai mulți copii și ca formă de asigurare a fertilității. Promiscuitatea masculină a fost probabil avantajoasă la rândul său, deoarece le-a permis bărbaților să aibă mai mulți copii.

## Promiscuitatea primitivă
Promiscuitatea primitivă sau promiscuitatea inițială a fost o ipoteză apărută în secolul al XIX-lea potrivit căreia oamenii au trăit inițial într-o stare de promiscuitate înainte de apariția societății așa cum o înțelegem. Aceasta este o stare teoretică timpurie a societății umane, așa cum a fost postulată de antropologii din secolul al XIX-lea, care s-a caracterizat prin absența instituției căsătoriei sub orice formă și în care femeile erau proprietatea comună a tribului lor și în care copiii nu au știut niciodată cine erau tații lor.
Reconstituirea stării inițiale a societății primitive sau a umanității s-a bazat pe ideea de progres, conform căreia toate culturile au grade de perfecționare și devin ulterior mai complicate. A părut logic să se presupună că familiile nu au existat în societatea primitivă, relațiile sexuale neavând limite și tabuuri. Această opinie este reprezentată, printre altele, în opera lui Friedrich Engels „Originea familiei, proprietatea privată și statul”.
În secolul al XX-lea, această teorie a fost respinsă mai ales de Edvard Westermarck, un filozof finlandez, antropolog social și sociolog cu cunoștințe aprofundate asupra istoriei căsătoriei. El a furnizat dovezi solide că, cel puțin în primele etape ale dezvoltării culturale, monogamia a fost o formă perfect normală și naturală a coexistenței bărbat-femeie.
Antropologia culturală modernă nu a confirmat existența unei promiscuități complete în nicio societate sau cultură cunoscută. Dovezile istorice se reduc la unele texte ale lui Herodot, Strabo și Solinus, care au fost dificil de interpretat.

## Puncte de vedere religioase și sociale
Creștinismul, iudaismul și islamul condamnă promiscuitatea și susțin în schimb căsătoria monogamă de-a lungul vieții (deși islamul permite poligamia pentru bărbați).
Promiscuitatea a fost practicată în comunitățile hippie și în alte subculturi alternative încă din anii 1960.

## Alte animale
Multe specii de animale, cum ar fi bonobo și cimpanzeii, sunt de regulă promiscue, ele neformând perechi. Deși monogamia socială apare la aproximativ 90% din speciile aviare și la aproximativ 3% din speciile de mamifere, aproximativ 90% din speciile monogame social prezintă o promiscuitate individuală sub formă de copulare în afara perechii.
În lumea animalelor, unele specii, inclusiv păsări (precum lebede) și pești (precum Neolamprologus pulcher), cândva considerate monogame, sunt acum cunoscute a se angaja în extracopulații.
Paradigma Darwin-Bateman, care afirmă că masculii sunt de obicei dornici să copuleze, în timp ce femelele fac alegerile asupra perechii, a fost confirmată printr-o meta-analiză.